# En terre étrangère (film)
Pour les articles homonymes, voir En terre étrangère.
Pour plus de détails, voir Fiche technique et Distribution.
En terre étrangère est un documentaire français réalisé et imaginé par Christian Zerbib, sorti en 2009 en France et en Suisse.  Il met en lumière l'immigration en suivant des clandestins arrivés en France, regrettant presque, parfois, d'y être parvenus, alors que d'autres donneraient leur vie pour y arriver.
Tourné en France, au Mali et au Sénégal, En terre étrangère est la troisième réalisation de Christian Zerbib, après La Fuite en avant (1983) et Dernier stade (1994), mais il demeure son premier documentaire. En terre étrangère a été récompensé par le Grand Prix de l'Organisation Mondiale Contre la Torture (OMCT) au Festival international du film des droits humains à Genève.

## Synopsis
Visions croisées des clandestins qui ont tout quitté pour venir en France et de ceux qui sont prêts là-bas, en Afrique, à suivre leur exemple, quitte à risquer leur vie pour traverser les mers. D’un côté des victimes de l’esclavage moderne, qui regrettent presque d'être là à force de se voir exploiter au-delà du possible et nier toute hypothèse d’intégration, et de l’autre ceux qui ont perdu tout espoir dans des pays pris aux pièges du sous développement, des dictatures et de la corruption. La dimension méconnue d'hommes si lointains si proches, nos  frères par-delà les frontières tracées par l'homme. À leurs récits saisis sur le vif se mêlent les témoignages d'hommes politiques et d'artistes, dont Emmanuel Béart, Josiane Balasko et Charles Berling.

## Fiche technique
- Titre : En terre étrangère
- Titre international : In a foreign land[1]
- Réalisation et scénario : Christian Zerbib
- Production : Georges Groult et Christian Zerbib
- Sociétés de production : INA et Veo2max Films Productions
- Société de distribution : Les Films d'ici
- Musique : Gréco Casadesus
- Photographie : Tomasz Cichawa et Marc Seferchian
- Montage : Louise de Champfleury
- Mixage : laurent THOMAS
- Durée : 76 minutes
- Pays d'origine :  France
- Langue originale : français
- Genre : documentaire
- Format : couleur - 1,66:1 - Dolby - 35 mm[2]
- Date de sortie :
  -  Suisse : 14 mars 2009 (Festival du film des Droits Humains)
  - Paris : 5 mai 2009
  -  France : 19 août 2009
- Lieux de tournage[3] : 
  - France (Paris et Dijon)
  - Mali (Koutiala)
  - Sénégal (Dakar et Saint-Louis)

## Distribution
- Imane Ayissi : lui-même
- Josiane Balasko : elle-même
- Emmanuelle Béart : elle-même
- Azouz Begag : lui-même
- Charles Berling : lui-même
- Fouad Boukenal : lui-même
- Patrick Braouezec : lui-même
- Mercedes Cassinat : elle-même
- François Rebsamen : lui-même
- Seydou Togola : lui-même

## Autour du film

### Analyse
| « Chaque moment, les explosions de joie, mais aussi la pudeur, les non-dits, ce que l'on tait ou déforme du bréviaire des qualités de cette France tant aimée, mais aussi imprévisible et décevante qu'une maîtresse inconstante. » — Christian Zerbib |

Plus loin que l'immigration, Christian Zerbib met en avant, avec En terre étrangère, la misère de l'Afrique qui provoque chez certains de ses habitants l'envie ferme de quitter leur pays pour les terres d'Europe, continent dont tout le monde vante la richesse. C'est en quelque sorte un signal de détresse que ce film lance : pour subvenir aux besoins de leur famille, certains sont forcés de s'exiler. Mais ce film montre également la condition faite à ces immigrés par ce pays qu'ils gagnent par tous les moyens.
Ce documentaire fait suite à de nombreuses fictions telles que Nulle part, Terre promise, Eden à l'ouest ou encore Welcome et Amerrika : « la violence de l'exil, la dureté de la clandestinité et la brutalité de pratiques institutionnelles et politiques destinées à les faire cesser ».
Ainsi, En terre étrangère oppose deux réalités : d'un côté, une France qui gagne de nouveaux arrivants généreux qui se sacrifient pour le bonheur des leurs, et d'un autre côté, l'actuelle Afrique, pauvre, quittée et délestée de ses habitants, sa richesse. Pourtant, ceux qui partent ne gagnent pas plus : ils souffrent et ne reviennent presque jamais auprès des leurs. Ce film s'impose donc comme un regard salutaire sur le quotidien que l'on ignore, si toutefois on ne refuse pas, même, de le regarder en face.

### Réception critique

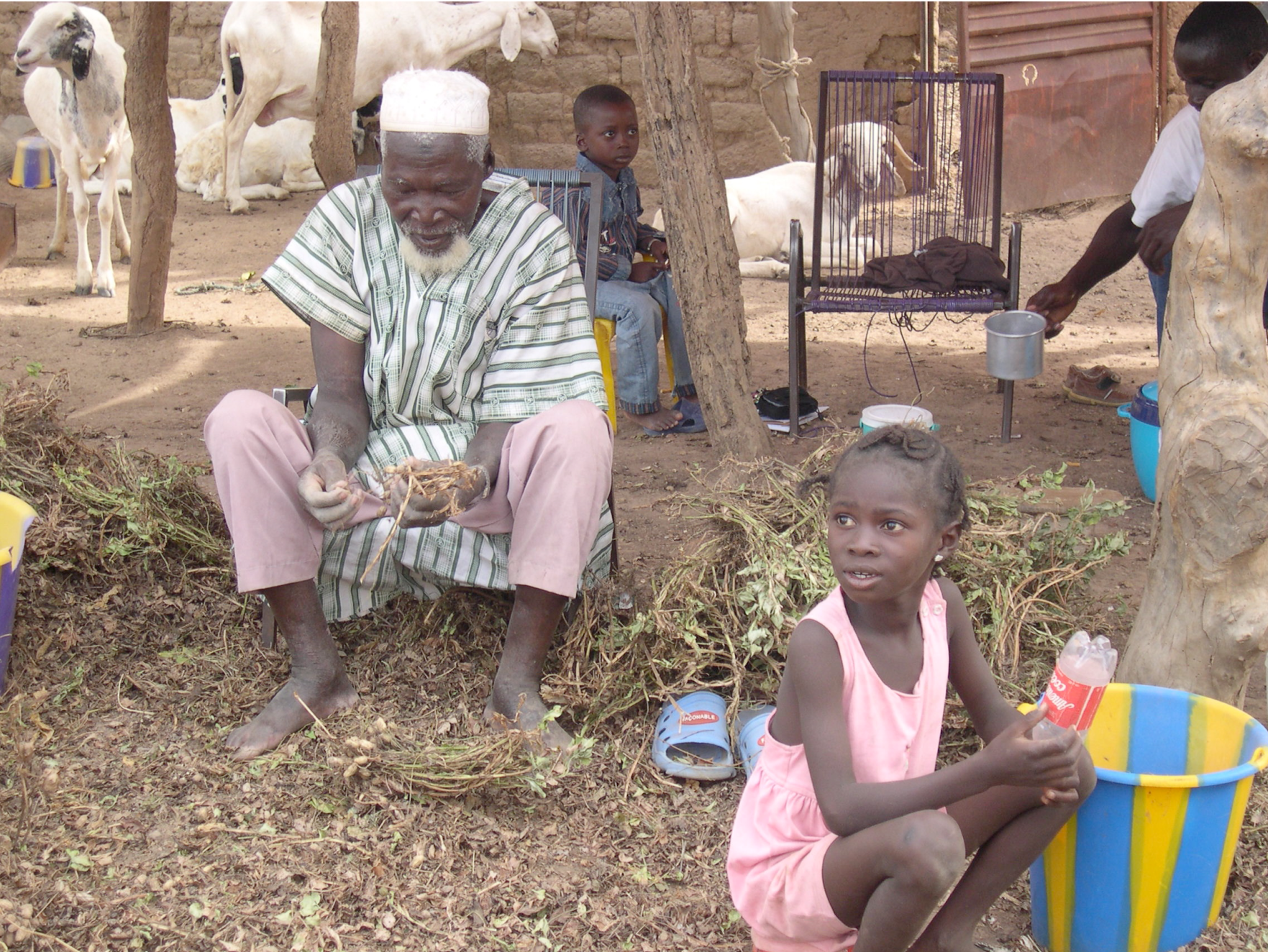
Image tirée du film

En terre étrangère « dresse un état des lieux alarmiste de l'immigration » selon Télérama "Le réalisateur recueille une parole de détresse et d'incompréhension" et "le montage, qui rend compte de la diversité des lieux, et donc des points de vue, donne au film sa profondeur et suggère la nécessité de repenser de fond en comble les rapports Nord-Sud pour espérer apaiser les tensions." . Pourtant, Le Monde le considère comme un « documentaire de patronage » sans « point de vue ». Aux antipodes l'une de l'autre, ces deux critiques traduisent la difficile perception d'un drame aux multiples facettes, et dont la résolution semble à jamais otage des manipulations politiques et des échéances électorales à venir. Des critiques partagées, dont voici quelques exemples.
La critique publiée par Julien Welter dans L'Express :

« Parfois, le documentaire de Christian Zerbib ressemble à un prolongement des Petits Papiers, film réalisé, il y a quelques années, par un collectif d'artistes engagés […]. Charles Berling, Josiane Balasko et Emmanuelle Béart défendent la cause des sans-papiers. Sans remettre en question leurs opinions, on ne comprend pas la présence des trois acteurs. D'autant que le réalisateur a de quoi nourrir une réflexion lorsqu'il part à la rencontre de travailleurs clandestins ou lorsqu'il s'envole pour l'Afrique afin de lier le cas de l'émigration vers la France à celui des inégalités économiques mondiales. »

Puis celle de Juliette Bénabent pour Télérama :

« Ce documentaire dresse un état des lieux alarmiste de l'immigration. […] Le réalisateur recueille une parole de détresse et d'incompréhension. […] Le montage, qui rend compte de la diversité des lieux, et donc des points de vue, donne au film sa profondeur et suggère la nécessité de repenser de fond en comble les rapports Nord-Sud pour espérer apaiser les tensions. »

Celle de Iris Mazzacurati pour Studio Ciné Live :
{{Ce beau documentaire […] a le mérite de rendre la parole aux sans-papiers.}}
Celle de Julie Deh pour Fluctuat.net  publiée le 17 août 2009: "Un reportage sur les migrants, échoués ici, partis d'ailleurs. Porté par une intention bienveillante qui va au contact des gens pour donner corps à la réalité du sujet. Qui dépouille humblement la forme pour laisser s'exprimer le fond. Et se situe radicalement du côté de l'humain."
Et enfin celle d'Isabelle Regnier pour Le Monde :

« À l'absence de point de vue, au caractère de dossier de société décousu de l'ensemble, s'ajoute l'impression désagréable d'assister à un documentaire de patronage. »

## Distinctions
- 2009 : Grand prix du Festival Internation du Film des Droits Humains de Genève[10]